# Grónská fotbalová reprezentace

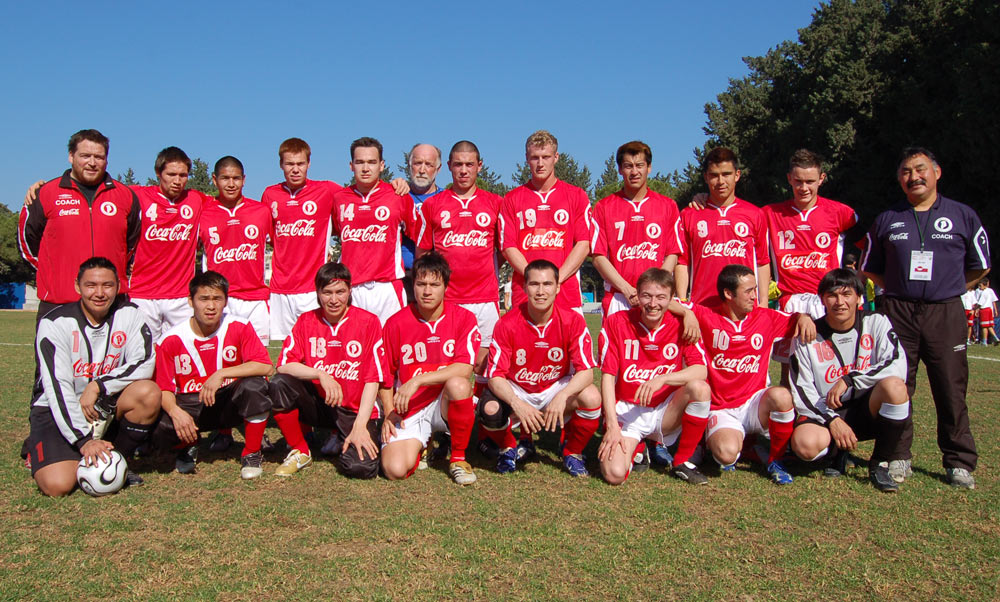
Grónská fotbalová reprezentace

Grónská fotbalová reprezentace není členem FIFA a proto hraje pouze neoficiální zápasy. Účastní se Ostrovních her (nejlepším umístěním je druhé místo v roce 2013), hrála také na turnaji FIFI Wild Cup a ELF Cup 2006. Své domácí zápasy odehrává na stadionu Nuuk, který má kapacitu 2 000 diváků.
Grónsko má okolo 5000 fotbalistů. Fotbalový svaz byl založen v roce 1971, liga se hraje od roku 1954. Grónsko je členem Nouvelle Fédération-Board. Kvůli drsnému podnebí není na ostrově jediné hřiště s přírodní trávou, proto FIFA odmítá přijmout Grónsko za člena. Rozvoj moderních materiálů jako FieldTurf vede k tomu, že FIFA je smířlivější k používání umělého trávníku, což zvyšuje šance na vstup Grónska do světového fotbalu. 
Grónským rodákem je Jesper Grønkjær, osmdesátinásobný dánský reprezentant.